# Divebomb
Divebomb är en gitarrteknik som går ut på att slå an en ton och sedan sänka den med svajarmen så långt det bara går. Tanken är att strängarna skall bli alldeles slaka. Tekniken har gjorts känd av Eddie Van Halen med låten Eruption.[källa behövs]